# جوني برافو
جوني برافو (بالإنجليزية: Johnny Bravo)‏ هو مسلسل رسوم متحركة أمريكي أنشأها فان بارتيبل لكرتون نتورك تم عرضه لأول مرة في 14 يوليو 1997 وانتهى في 27 اغسطس 2004 بمجموع 4 مواسم و 67 حلقة، ويركز المسلسل على شخصية العنوان والتي تستند بشكل فضفاض إلى إلفيس بريسلي، جوني برافو هو شاب يرتدي نظارة شمسية وعضلات ويعيش مع والدته ويحاول إقناع النساء بمواعدته على الرغم من أنه عادة ما يكون غير ناجح، ينتهي به الأمر في مواقف ومآزق غريبة غالبًا ما تكون مصحوبة بشخصيات ضيوف من المشاهير مثل دوني أوزموند أو آدم ويست طوال رحلتها، وكان العرض معروفا بإحتوائه على فكاهة رسوم متحركة للكبار
.

## الشخصيات
- جوني برافو (بالإنجلزية: Johnny Bravo):
  - مؤدي الصوت: جيف بينيت، مارك سليك (المملكة المتحدة بث)
  - المدبلج العربي: ربيع بحر صافي
- أرنب «ألأم» برافو (بالإنجلزية: Bunny "Momma" Bravo):
  - مؤدي الصوت: بريندا فاكارو
  - المدبلجة العربية: ????
- سوزي الصغيرة (بالإنجلزية: Little Suzy):
  - مؤدي الصوت: ماي ويتمان
  - المدبلجة العربية: ألين سعادة
- كارل كهرينيسززسويكس (بالإنجلزية: Carl Chryniszzswics):
  - مؤدي الصوت: توم كيني
  - المدبلجة العربية: ????
- بوبس (بالإنجلزية: Pops):
  - مؤدي الصوت: لاري دريك
  - المدبلجة العربية: ????

## البث العربي
لم يتم بث البرنامج على قنوات تلفزيونية في العالم العربي بسبب أنه يحتوي على أمور غير لائقة للأطفال مثل المغازلة لكن عوض هذا تم اصداره مدبلج بالعربية على اقراص dvd

## روابط خارجية
- جوني برافو على موقع IMDb (الإنجليزية)
- جوني برافو على موقع ميتاكريتيك (الإنجليزية)
- جوني برافو على موقع روتن توميتوز (الإنجليزية)
- جوني برافو على موقع كينوبويسك (الروسية)
- جوني برافو على موقع ألو سيني (الفرنسية)
- جوني برافو على موقع قاعدة بيانات الفيلم (الإنجليزية)